# Pallacanestro Virtus Roma 2005-2006
Questa voce raccoglie le informazioni riguardanti la Pallacanestro Virtus Roma nelle competizioni ufficiali della stagione 2005-2006.

## Stagione
La stagione 2005-2006 della Pallacanestro Virtus Roma, sponsorizzata Lottomatica, è la 22ª nel massimo campionato italiano di pallacanestro, la Serie A.

## Roster
Aggiornato al 24 dicembre 2021.
| Lottomatica Roma 2005-06 | Lottomatica Roma 2005-06 |
| Giocatori                | Staff tecnico            |
| ------------------------ | ------------------------ |

| N. | Naz.                                                 | Ruolo | Nome                   | Anno | Alt.   | Peso   |  |
| -- | ---------------------------------------------------- | ----- | ---------------------- | ---- | ------ | ------ |  |
| 5  | Italia (bandiera)                                    | P     | Jacopo Giachetti       | 1983 | 191 cm | 81 kg  |  |
| 6  | Macedonia del Nord (bandiera) · Slovenia (bandiera)  | P     | Vlado Ilievski         | 1980 | 188 cm | 82 kg  |  |
| 7  | Stati Uniti (bandiera)                               | GA    | David Hawkins          | 1982 | 195 cm | 95 kg  |  |
| 8  | Italia (bandiera)                                    | AG    | Alessandro Tonolli (C) | 1974 | 202 cm | 99 kg  |  |
| 9  | Italia (bandiera)                                    | AP    | Alex Righetti          | 1977 | 198 cm | 95 kg  |  |
| 10 | Argentina (bandiera) · Italia (bandiera)             | G     | Hugo Sconochini        | 1971 | 192 cm | 101 kg |  |
| 11 | Serbia e Montenegro (bandiera) · Germania (bandiera) | GA    | Marko Pešić            | 1976 | 198 cm | 80 kg  |  |
| 13 | Stati Uniti (bandiera)                               | AC    | Gary Trent             | 1974 | 203 cm | 113 kg |  |
| 14 | Belgio (bandiera)                                    | C     | Tomas Van Den Spiegel  | 1978 | 214 cm | 118 kg |  |
| 15 | Serbia e Montenegro (bandiera)                       | AP    | Dejan Bodiroga         | 1973 | 205 cm | 110 kg |  |
| 16 | Italia (bandiera)                                    | AC    | Giacomo Chiminello     | 1986 | 200 cm |        |  |
| 17 | Italia (bandiera)                                    | AG    | Daniele Bonessio       | 1988 | 200 cm | 98 kg  |  |
| 18 | Australia (bandiera) · Regno Unito (bandiera)        | C     | Wade Helliwell         | 1978 | 212 cm | 118 kg |  |
| 19 | Nigeria (bandiera)                                   | C     | Obinna Ekezie          | 1975 | 207 cm | 120 kg |  |
| 20 | Slovenia (bandiera)                                  | AG    | Marko Tušek            | 1975 | 204 cm | 120 kg |  |
| -  | Italia (bandiera)                                    | G     | Marco Bini             | 1988 | 194 cm | 84 kg  |  |
| -  | Italia (bandiera)                                    | C     | Massimiliano Di Stazio | 1988 | 205 cm |        |  |

| Allenatore                                                                           |
| - Svetislav Pešić                                                                    |
| Assistente/i                                                                         |
| - Oliver Kostić - Guido Saibene Legenda - (C) Capitano - (IN) Inattivo - Infortunato |

## Mercato

### Sessione estiva
| Acquisti | Acquisti           | Acquisti        | Acquisti   | Acquisti |
| R.       | Nome               | da              | Modalità   |          |
| -------- | ------------------ | --------------- | ---------- | -------- |
| AP       | Dejan Bodiroga     | Barcellona      | definitivo |          |
| P        | Vlado Ilievski     | Barcellona      | definitivo |          |
| G        | Daniele Cinciarini | Fabriano Basket | definitivo |          |

| Cessioni | Cessioni           | Cessioni          | Cessioni       | Cessioni |
| R.       | Nome               | a                 | Modalità       |          |
| -------- | ------------------ | ----------------- | -------------- | -------- |
| C        | Vasil Evtimov      | Olimpija Lubiana  | fine contratto |          |
| AP       | Luboš Bartoň       | Joventut Badalona | fine contratto |          |
| P        | Tyus Edney         | Olympiakos        | fine contratto |          |
| C        | Luca Garri         | Pall. Biella      | fine contratto |          |
| P        | Davide Bonora      | Scandone Avellino | fine contratto |          |
| G        | Daniele Cinciarini | Fabriano Basket   | prestito       |          |

### Dopo l'inizio della stagione
| Acquisti | Acquisti      | Acquisti   | Acquisti         | Acquisti   |
| R.       | Nome          | da         | Data             | Modalità   |
| -------- | ------------- | ---------- | ---------------- | ---------- |
| GA       | Marko Pešić   | Free agent | 8 novembre 2005  | definitivo |
| AC       | Gary Trent    | Free agent | 18 novembre 2005 | definitivo |
| C        | Obinna Ekezie | Free agent | 2 gennaio 2006   | definitivo |

| Cessioni | Cessioni              | Cessioni   | Cessioni      | Cessioni    |
| R.       | Nome                  | a          | Data          | Modalità    |
| -------- | --------------------- | ---------- | ------------- | ----------- |
| AC       | Gary Trent            | Free agent | dicembre 2005 | rescissione |
| C        | Tomas Van Den Spiegel | CSKA Mosca | febbraio 2006 | rescissione |